# Kaalasluspa
Kaalasluspa (nordsamiska: Gálásluspi), tidigare även Poikkijärvi, är en ort i Gällivare kommun, Norrbottens län. Vid folkräkningen 1890 hade orten nio invånare och i augusti 2016 fanns det enligt Ratsit 16 personer över 16 år registrerade med Kaalasluspa som adress. Byn är endast tillgänglig med väg via Kiruna kommun igenom byn Kaalasjärvi.